# Uniontown, Pennsylvania
För andra orter med samma namn, se Uniontown.
Uniontown är en stad i Fayette County i delstaten Pennsylvania i USA. Staden har en yta av 5 km² och en folkmängd som uppgår till 12 422 invånare (2000). Uniontown är huvudorten i Fayette County.
Staden grundades den 4 juni 1776.
Nära Uniontown ligger Laurelgrottorna. År 1967 skapades McDonalds hamburgare Big Mac av Jim Delligatti i Uniontown.

## Kända personer från Uniontown
- John Dickson Carr, deckarförfattare
- William J. Crow, kongressledamot
- George C. Marshall, general och politiker